# 2024年最高裁判所裁判官国民審査
2024年最高裁判所裁判官国民審査（2024ねん さいこうさいばんしょ さいばんかん こくみんしんさ）は、2024年（令和6年）10月27日に第50回衆議院議員総選挙と共に執行された最高裁判所裁判官国民審査。

## 概要
6人の最高裁判所裁判官に対して国民審査が行われ、全員罷免しないとされた。最高裁判所長官である今崎幸彦が審査対象であり、長官が審査対象となるのは2009年最高裁判所裁判官国民審査における竹﨑博允以来となる。
在外日本人国民審査権訴訟で2022年の最高裁判決を契機とした法改正により、海外に住む人向けの在外投票や、船の上での洋上投票が可能になった。
罷免すべきという票の割合が過去20年で最も高くなり、6名中4名が10%を超えた。明治大学政治経済学部教授の西川伸一は「これほど×の割合が高いとは思わず驚いた。これまでは情報が限られ、形骸化しているという指摘もあったが、最近はSNSが発達し、メディアも特設サイトをつくり始めている。情報を集めて意識的に臨むなど、有権者の投票行動が変わってきたのではないか」と分析する。

## 審査対象者
| 告示順 | 氏名       | 年齢 | 任命年月日    | 出身地   | 学歴             | 出身分野 | 指名内閣            | 担当小法廷 |
| ------ | ---------- | ---- | ------------- | -------- | ---------------- | -------- | ------------------- | ---------- |
| 1      | 尾島明     | 66   | 2022年7月5日  | 神奈川県 | 東京大学法学部卒 | 裁判官   | 第2次岸田内閣       | 第二小法廷 |
| 2      | 宮川美津子 | 64   | 2023年11月6日 | 愛知県   | 東京大学法学部卒 | 弁護士   | 第2次岸田内閣 (2改) | 第一小法廷 |
| 3      | 今崎幸彦   | 66   | 2024年8月16日 | 兵庫県   | 京都大学法学部卒 | 裁判官   | 第2次岸田内閣 (2改) | 第二小法廷 |
| 4      | 平木正洋   | 63   | 2024年8月16日 | 兵庫県   | 東京大学法学部卒 | 裁判官   | 第2次岸田内閣 (2改) | 第三小法廷 |
| 5      | 石兼公博   | 66   | 2024年4月17日 | 山口県   | 東京大学法学部卒 | 行政官   | 第2次岸田内閣 (2改) | 第三小法廷 |
| 6      | 中村慎     | 63   | 2024年9月11日 | 大阪府   | 京都大学法学部卒 | 裁判官   | 第2次岸田内閣 (2改) | 第一小法廷 |

## 最高裁判決等における裁判官の意見
審査対象の6裁判官の、最高裁判決等における意見（意見が分かれたものに限定）。
| 判決日         | 裁判                                               | 尾島                      | 宮川 | 今崎                      | 平木 | 石兼 | 中村 |
| -------------- | -------------------------------------------------- | ------------------------- | ---- | ------------------------- | ---- | ---- | ---- |
| 2023年7月11日  | 経産省トランス女性職員トイレ利用制限事件           |                           |      | 多数意見 （補足意見あり） |      |      |      |
| 2023年10月18日 | 2022年参院選の一票の格差（3.03倍）                 | 違憲状態                  |      | 合憲                      |      |      |      |
| 2023年12月12日 | 当選無効の大阪市議会議員に対する報酬返還命令       |                           |      | 反対意見                  |      |      |      |
| 2023年12月15日 | マクロ経済スライド下における年金特例水準の引き下げ | 合憲 （補足意見あり）     |      |                           |      |      |      |
| 2024年3月26日  | 犯罪被害者遺族給付金における同性パートナーの扱い   |                           |      | 反対意見                  |      |      |      |
| 2024年6月21日  | 性別変更後に凍結精子で生まれた子との親子関係       | 多数意見 （補足意見あり） |      |                           |      |      |      |

## 国民審査の結果
| 告示順 | 氏名       | 罷免を 可とする票 | 罷免を 可としない票 | 罷免を 可とする率 |
| ------ | ---------- | ----------------- | ------------------- | ----------------- |
| 1      | 尾島明     | 5,980,011         | 48,371,717          | 11.00%            |
| 2      | 宮川美津子 | 5,715,535         | 48,636,215          | 10.52%            |
| 3      | 今崎幸彦   | 6,229,691         | 48,122,077          | 11.46%            |
| 4      | 平木正洋   | 5,419,857         | 48,931,916          | 9.97%             |
| 5      | 石兼公博   | 5,439,056         | 48,912,706          | 10.01%            |
| 6      | 中村慎     | 5,335,897         | 49,015,866          | 9.82%             |
| 出典： |            |                   |                     |                   |

| 投票者数（投票率） | 55,722,330  | 53.64%  |
| 棄権者数（棄権率） | 48,158,413  | 46.36%  |
| 有権者数           | 103,880,743 | 100.00% |
| 出典：             |             |         |